# Drepana
Drepana este un gen de insecte lepidoptere din familia Drepanidae.

## Specii[1]
- Drepana acuta
- Drepana alaskensis
- Drepana albina
- Drepana approximata
- Drepana approximatula
- Drepana arcuata
- Drepana crassistrigaria
- Drepana cretacea
- Drepana curvatula
- Drepana curvatuloides
- Drepana demaculata
- Drepana dispilata
- Drepana estrigata
- Drepana fabula
- Drepana falcataria
- Drepana falcula
- Drepana fasciata
- Drepana flavomarginata
- Drepana flexuosa
- Drepana gaedei
- Drepana genicula
- Drepana grisearia
- Drepana grisearipennis
- Drepana grisescens
- Drepana grotei
- Drepana hyalina
- Drepana infernalis
- Drepana japonibia
- Drepana juncta
- Drepana klemensiewiczi
- Drepana knechteli
- Drepana koreula
- Drepana loki
- Drepana nigrimaculata
- Drepana nigromaculata
- Drepana obscura
- Drepana ochracea
- Drepana pallida
- Drepana rebeli
- Drepana rufata
- Drepana rufofasciata
- Drepana scotica
- Drepana siculifer
- Drepana sinica
- Drepana subobsoleta
- Drepana tenuistrigaria
- Drepana urupula
- Drepana x-z-nigrum